# Con mucho cariño
Con mucho cariño fue un programa de televisión chileno de conversación, emitido por Televisión Nacional de Chile (TVN) entre 2002 y 2003.

## Historia
Fue estrenado el 30 de mayo de 2002 como un programa satélite de la Copa Mundial de Fútbol –también trasmitida por TVN–, reemplazando a La noche del Mundial, que había sido emitido durante las Copas Mundiales de 1990, 1994 y 1998. El programa fue conducido por Felipe Camiroaga, Myriam Hernández, Tati Penna y Mauricio Bustamante, y era dirigido por Mauricio Correa.
Tras el éxito de su primera temporada, Con mucho cariño fue renovado para una segunda temporada el segundo semestre de 2002 con tres emisiones a la semana. En esta temporada solo siguió Camiroaga en la conducción, siendo acompañado por una rotación de acompañantes, entre ellos Cecilia Serrano, Eli de Caso, Jaime Bayly y Carolina Jiménez, la que finalmente quedó estable. Asumió la dirección del programa Bibiano Castelló. A pesar de los cambios, el programa mantuvo sus buenos resultados. A fines de 2002 el espacio fue nominado al «Mejor programa de entretención» en los premios Apes.
En marzo de 2003 el programa fue renovado por una tercera temporada, esta vez con la conducción de Felipe Camiroaga, Carolina Jiménez y Tonka Tomicic. Sin embargo, el primer programa de dicha temporada fue objeto de una polémica internacional cuando se emitió una incómoda entrevista a una niña nicaragüense de nueve años que fue violada y a quien se le practicó un aborto terapéutico, por el cual TVN debió disculparse públicamente. Ese capítulo, además, tuvo solo 7,8 puntos de sintonía, siendo ampliamente derrotado por Vértigo de Canal 13, que marcó 26,4 puntos. El 24 de abril de ese año se emitió el último capítulo de Con mucho cariño, que fue reemplazado en su franja horaria por el reality Tocando las estrellas.